# Congratulations (波茲·馬龍歌曲)
〈Congratulations〉是美国说唱歌手波兹·马龙的歌曲，Quavo助阵献唱。歌曲最初於2016年11月4日以宣傳單曲形式推出，之後聯眾唱片於隔年1月32日，將歌曲列為《Stoney》第5支正式單曲推出。